# IC 5283
IC 5283 ist eine Spiralgalaxie vom Hubble-Typ Scd im Sternbild Pegasus am Nordsternhimmel. Sie ist schätzungsweise 222 Millionen Lichtjahre von der Milchstraße entfernt und hat einen Durchmesser von etwa 45.000 Lichtjahren. Gemeinsam mit NGC 7469 bildet sie das isolierte, wechselwirkende Galaxienpaar Arp 298, KPG 575 oder Holm 803.
Halton Arp gliederte seinen Katalog ungewöhnlicher Galaxien nach rein morphologischen Kriterien in Gruppen. Dieses Galaxienpaar gehört zu der Klasse Unklassifizierte Doppelgalaxien.
Das Objekt wurde am 4. September 1891 von Guillaume Bigourdan entdeckt.